# Bonita (finančnictví)
Bonita (anglicky credit worthiness) je převrácená hodnota úvěrového rizika a vyjadřuje důvěryhodnost ekonomického subjektu (firmy, jednotlivce, ale i obce nebo státu) na finančním trhu. Souvisí s hospodařením subjektu a vyjadřuje tak jeho solventnost, kredibilitu, schopnost a ochotu dostát svým závazkům, případně zhodnotit vkládaný kapitál. V širším pohledu souvisí i s dobrou pověstí. Ačkoli často bývá ztotožňována s ratingem, který představuje schopnost splácet své dluhy, bonita má širší rozsah a rating je jen jednou z jejích složek.

## Účel a využití
Bonita subjektu je nejčastěji posuzována bankami před poskytnutím úvěru nebo jinými subjekty před majetkovým vstupem do firmy, investováním nebo navázáním obchodního partnerství. Obecně hraje hodnocení bonity významnou roli ve věřitelsko-dlužnických vztazích. Shledá-li banka klienta úvěruschopným, vyjadřuje tak svou důvěru v jeho schopnost plnit své závazky. Čím lepší je bonita firmy, tím méně rizikovou se může jevit pro případné věřitele a tím levnější zdroje financování je schopna získat.

## Historický vývoj hodnocení bonity
V minulosti probíhalo hodnocení bonity dlužníka spíše subjektivním posouzením. V první polovině 19. století funkci bank plnili soukromí směnárníci a ti individuálně posuzovali úvěrovou bonitu soukromníků a státu a podle toho jim půjčovali peníze za různě vysoký úrok. S nástupem nepřímého financování a zejména pro potřeby institucionálních věřitelů bylo zapotřebí hodnocení více objektivizovat, podrobněji upravit a sjednotit postupy. Začaly se částečně využívat různé matematicko-statistické modely. Jedním z nejpoužívanějších takových nástrojů v bankovním prostředí je tzv. credit scoring, který se snaží zařadit subjekt ke špatným nebo dobrým úvěrům na základě odhadu pravděpodobnosti selhání. Složitější obdobou scoringu je rating. Příklady ratingových modelů jsou CreditMetrics, CreditRisk+ nebo KMV. Dalšími známými modely pro předpovídání budoucí situace hodnoceného subjektu jsou např. Kralickův Quick test, Tamariho model, Argentiho model, Taflerův bankrotní model, Altmanův model (Z-skóre) a jeho modifikace, Indikátor bonity, Indexy IN. K utvoření standardního rámce pro hodnotící postupy přispěl mimo jiné Basilejský výbor pro bankovní dohled prostřednictvím svých legislativních doporučení. Konkrétní hodnotící postupy jsou součástí know-how banky nebo ratingové agentury, a proto jejich podrobnosti nejsou zveřejňovány.

## Kontext řízení rizik
Dílčí oblastí řízení rizik v bankovním sektoru je řízení úvěrového rizika (další rizika představují úrokové, měnové, likviditní a kapitálové riziko). Každý věřitel či investor posuzuje rizika při svém výběru, kam umístí a jak rozloží své finanční prostředky. Taková rizika se snaží minimalizovat, a proto věnuje posouzení bonity patřičnou pozornost. Rozhodování o bankovních obchodech je ze zákona podrobeno přísnějším měřítkům a kritériím obezřetnosti než u jiných finančních institucí nebo obchodních společností. Proto mají výsledky bonitního posouzení bankou nemalou váhu. Přitom platí, že čím nižší je bonita úvěrového žadatele, tím vyšší úrok banka při poskytnutí půjčky stanoví, a tak si vyšší úvěrové riziko kompenzuje vyšší cenou půjčených prostředků.
Hodnocení bonity určitého bankovního klienta je výsledkem úvěrové analýzy (kreditního scoringu), která je součástí úvěrového procesu. Jde o poměrně efektivní nástroj řízení rizika, který má za cíl indikovat, jak moc je člověk schopný dostát svým úvěrovým závazkům.

### Skórování žadatele o úvěr
Po žádosti o úvěr následuje fáze zkoušky úvěrové způsobilosti žadatele (analýza úvěrové schopnosti), v jejímž rámci se analyzují tři hlavní oblasti: právní poměry žadatele, osobní důvěryhodnost žadatele a jeho hospodářská a finanční situace.
U individuálních žadatelů banka posuzuje osobní údaje jako věk, pohlaví, vzdělání, profesi, rodinný stav a také trvalé příjmy a pravidelné výdaje žadatele či celé domácnosti.
Banka zkoumá také žadatelovu úvěrovou historii a platební morálku. Za příklad zdroje informací může sloužit Centrální registr úvěrů České národní banky, který shromažďuje informace o úvěrech a dlužnících z podnikatelské sféry od všech českých bank i poboček zahraničních bank působících v Česku.

## Struktura bonity
Bonita podniku se skládá z finančních a nefinančních aspektů.
- Nefinanční aspekty jsou takové charakteristiky, jejichž analýza vypovídá o tzv. podnikatelském riziku, tedy nebezpečí, že dosažené výsledky podnikání nebudou odpovídat výsledkům očekávaným. Analýza podnikatelských rizik se zaměřuje zejména na typ podnikatelské činnosti, popis podnikatelského záměru, vlivy a souvislosti vnějšího prostředí a vlivy a souvislosti vnitřního prostředí podniku.
- Finanční aspekty jsou takové charakteristiky, jejichž analýza vypovídá o tzv. finančním riziku. To souvisí se způsobem financování podnikatelských aktivit, s kapitálovou strukturou podniku, likviditou, solventností či ziskovostí. Zatímco věřitele víc zajímá likvidita a solventnost, vlastníkům jde spíše o ziskovost.